# Гебхард фон Хенеберг
Гебхард фон Хенеберг (на немски: Gebhard von Henneberg; * ок. 1100; † 17 март 1159, Вюрцбург) от род Хенеберги, е от 1150 г. до смъртта си епископ на Вюрцбург.

## Биография
Той е син на бургграф Годеболд II фон Хенеберг († 1144) и съпругата му Лиутгард фон Хоенберг († 1145), дъщеря на граф Бертхолд I фон Хоенберг „Стари" фон Хоенберг († 1110) и Лиутгард от Брайзгау († сл. 1110). Брат е на граф Попо IV (II) († 1155/1156) и на Гюнтер († 1161), от 1146 г. епископ на Шпайер, Конрад I († сл. 1137), господар на Бикенбах, и на Хилдегард († 1143/1144), омъжена за граф Хайнрих II фон Катценелнбоген († ок. 1160).
През 1121 г. е избран за епископ и след една година император Хайнрих V го поставя за епископ на Вюрцбург. През 1127 г. той се отказва, но се води за геген-епископ. През 1125 г. Улрих фон Бамберг посвещава на него произведението Codex Udalrici.
След 23 години, през 1150 г., Гебхард става отново епископ на Вюрцбург. През 1152 г. той силно подкрепя избора за немски крал на Фридрих I Барбароса и оттогава е около него.
През 1155 г. във Вюрцбург се състои дворцово събрание и през 1157 г. имперско събрание. Гебхард е домакин на 17 юни 1156 г. при сватбата на Фридрих с Беатрис Бургундска. Гебхард участва през 1157 г. в похода против Полша и 1158 г. във втория поход в Италия.
Гебхард основава в Бавария през 1127 г. манастир Ебрах и през 1156 г. манастир Билдхаузен.